# Marcel·lí Champagnat
Marcellin Champagnat (Marlhes, Loire, 20 de maig de 1789 - Saint-Chamond, 1840) va ser un prevere francès, fundador de la congregació dels Germans Maristes de les Escoles, dedicada a l'ensenyament. El seu procés de canonització es va iniciar al pontificat de Benet XV, que el declarà Venerable el 22 de juny de 1920: beatificat per Pius XII el 29 de maig de 1955, va ser canonitzat el 18 d'abril de 1999 per Joan Pau II. Se'n celebra la festa el 6 de juny.

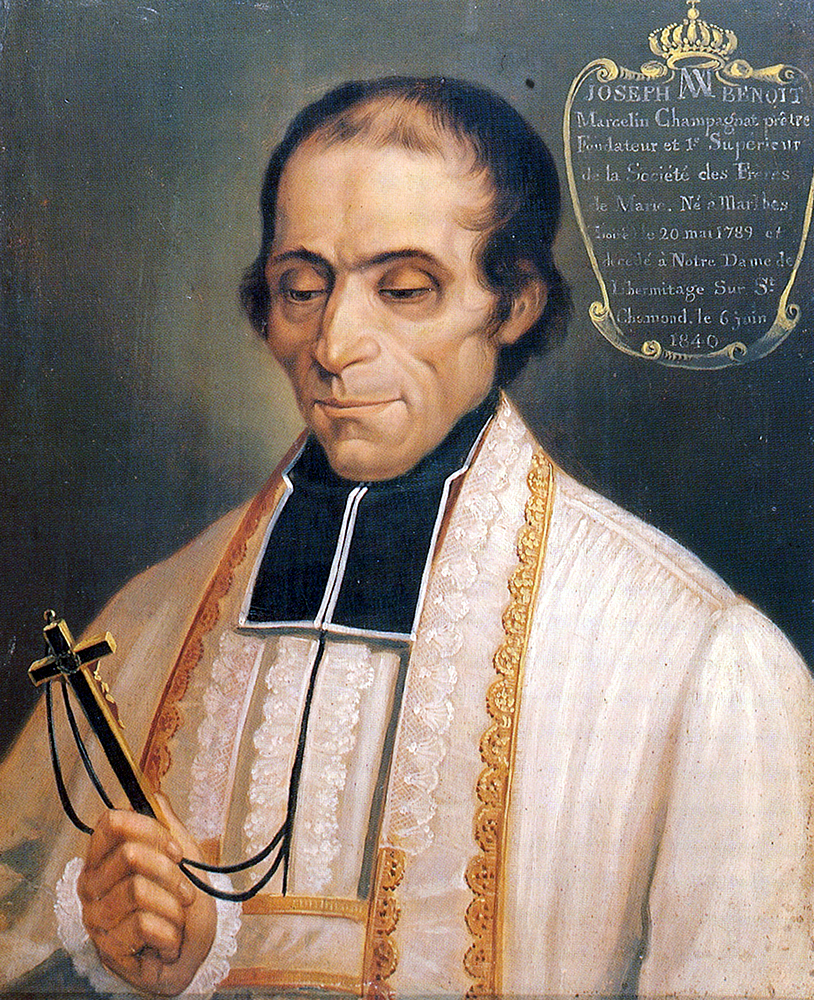
Retrat per M. Rivery el dia de la seva mort (Saint-Chamond, Hermitage)

Va néixer en una família d'agricultors benestants (son pare, Jean Baptiste, havia estat batlle del poble durant la Revolució Francesa) i va ser batejat com a Marcellin Joseph Benoît. Un fet va marcar-lo: el primer dia que va anar a escola, el mestre li va pegar i va comportar-se brutalment; això va fer que no volgués tornar-hi i l'eduqués una tia seva, a la granja.
Als setze anys entrà al seminari de Lió, on va tenir com a company Jean Baptiste Marie Vianney i Jean-Claude Colin, amb els quals va col·laborar després en la fundació de la Societat de Maria. Va ser ordenat sacerdot el 22 de juliol de 1816.
Va començar la seva activitat pastoral a La Valla-en-Gier, una comunitat pobra de muntanya, on va quedar impressionat per la ignorància dels fidels en matèria de religió i la seva manca d'educació elemental. Li tocà atendre un jove moribund, Joan Baptista Montagne, analfabet i sense cap formació religiosa. Li explicà la vida de Jesús i l'ensenyà a pregar. Després d'aquest episodi decidí fundar, el 2 de gener de 1817, una congregació laica dedicada a la instrucció i la catequesi de la joventut pobra, i així nasqué així l'Institut dels Germans Maristes de les Escoles, anomenats primer Germanets de Maria. La comunitat marista de La Valla fou la primera, amb tres germans. Basà el model educatiu i l'espiritualitat en la Mare de Déu.
També feu construir a Saint-Chamond, al Departament del Loira, Notre-Dame de l'Hermitage, una casa de formació per als germans de la congregació. Hi morí el 1840.

## Referències

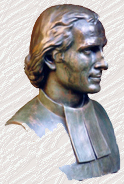
Bust del sant
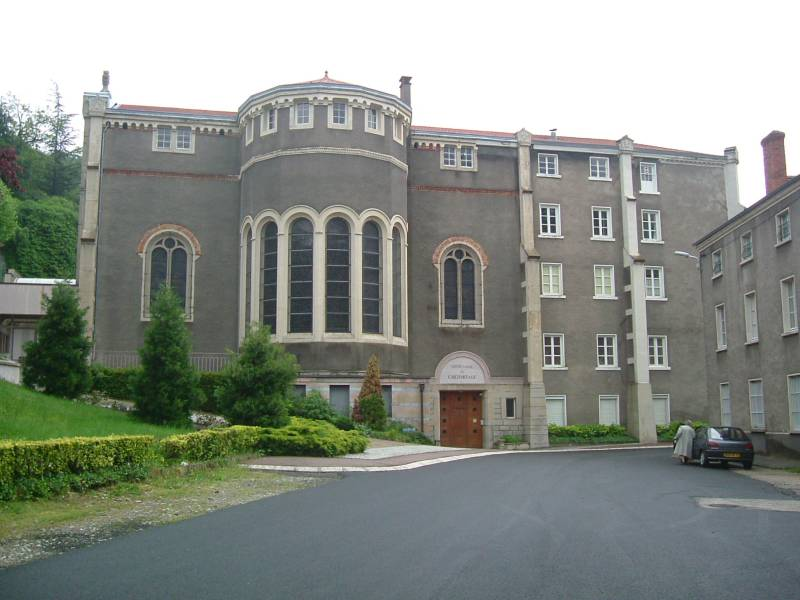
Hermitage de Notre-Dame (Saint Chamond), lloc on morí el sant
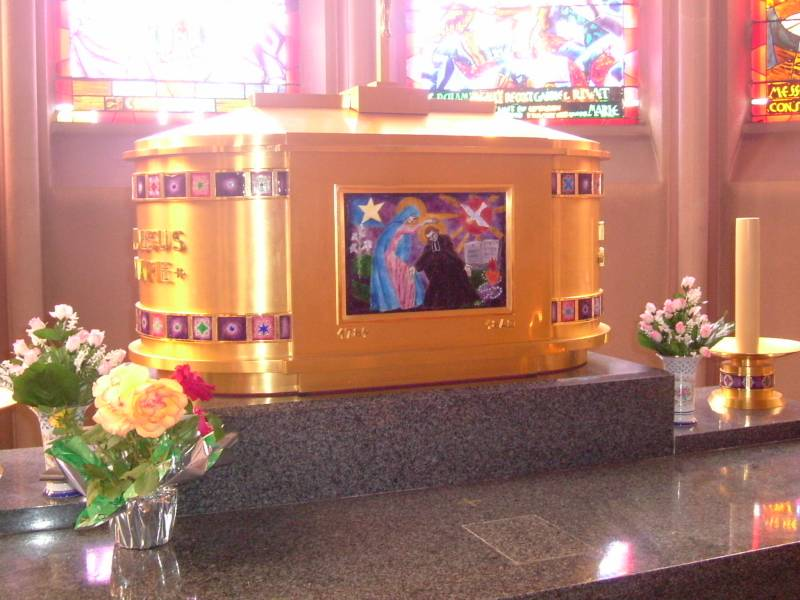
Reliquiari del sant (Capella, Hermitage de Saint-Chamond)